# جيفري أليكساندر روسو
جيفري أليكساندر روسو هو سياسي كندي، ولد في 22 ديسمبر 1852، وتوفي في 22 يونيو 1927. حزبياً، نشط في الحزب الليبرالي الكندي. وقد انتخب عمدة وانتخب عضو مجلس العموم الكندي.